# Уэст-Девон
Уэст-Девон (англ. West Devon) — неметрополитенский район (англ. non-metropolitan district) и боро графства Девон, Англия. Районный совет находится в Тавистоке. Другие города: Чагфорд, Окгемптон, Принстаун.
Район был сформирован 1 апреля 1974 г. согласно Закону о местном управлении 1972 г. слиянием Окгемптонского и Тавистокского сельских округов и пгт Окгемптон.

## Население
- белые: 98,5% (52 730)
- белые британцы: 96,4% (51 603)
- ирландцы[англ.]: 0,4% (233)
- цыгане или ирландские путешественники: 0,0% (21)
- другие белые[англ.]: 1,6% (873)
- смешанные и полиэтнические группы[англ.]: 0,8% (402)
- вест-индские европейцы[англ.] и негры[англ.]: 0,2% (126)
- евроафриканцы и афроевропейцы: 0,1% (56)
- белые и азиаты: 0,2% (130)
- другие смешанные[англ.]: 0,2% (90)
- азиаты/британские азиаты[англ.]: 0,6% (300)
- индийцы: 0.7% (57)
- пакистанцы: 0.0% (4)
- бангладешцы[англ.]: 0.0% (17)
- китайцы: 0.2% (97)
- другие азиаты[англ.]: 0.2% (129)
- негры/африканцы/карибцы/афробританцы[англ.]: 0.1% (59)
- африканцы: 0.0% (26)
- карибцы: 0.0% (23)
- другие негры[англ.]: 0.0% (10)
- другие группы[англ.]: 0.1% (62)
- арабы[англ.]: 0.1% (27)
- все остальные[англ.]: 0.1% (35)